# Louis Wirth
Louis Wirth (Gemünden, 28 de agosto de 1897 – Buffalo, 3 de maio de 1952) foi um sociólogo alemão, membro proeminente da Escola de Chicago.

## Biografia
Wirth, um dos sete filhos de Rosalie Lorig e Joseph Wirth, nasceu numa pequena comunidade pastoral. Seu pai, um pastor, juntamente com sua mãe eram ativos membros da minoritária comunidade judaica do vilarejo.

## Obras
- The Ghetto, 1928
- On Cities and Social Life, 1964